# Freshwater (Royaume-Uni)
Pour les articles homonymes, voir Freshwater.
Freshwater est un village et une paroisse civile de l'île de Wight, en Angleterre.

## Toponymie
Freshwater est un toponyme d'origine vieil-anglaise qui renvoie à un cours d'eau dont les eaux (wæter) sont fraîches (fresc). Il est attesté dans le Domesday Book, compilé en 1086, sous la forme Frescewatre.

## Géographie
Freshwater est situé près de l'extrémité occidentale de l'île de Wight, à quelques kilomètres au sud-ouest de la ville de Yarmouth. La petite baie de Freshwater Bay se trouve au sud du village.
La paroisse civile de Freshwater comprend également les hameaux de Norton (en) (au nord-est, près de Yarmouth), Afton (en) et Easton (en) (au sud-est).

## Démographie
Au recensement de 2011, la paroisse civile de Freshwater comptait 5 369 habitants.

## Culture locale et patrimoine

### Lieux et monuments
La paroisse civile de Freshwater comprend plus de 80 monuments classés. Farringford Hotel, un manoir de la fin du XVIIIe siècle converti en hôtel, est un monument classé de grade I, le degré de protection le plus élevé. Trois autres monuments sont classés au niveau II* :
- l'église paroissiale (en), d'origine médiévale[5] ;
- le manoir d'Afton Manor, construit vers 1725[6] ;
- Fort Albert (en), un fort de Palmerston achevé en 1856[7].

### Personnalités liées
- La photographe Julia Margaret Cameron et son mari le juriste Charles Hay Cameron (en) résident à Freshwater de 1860 à 1875[8]. Leur maison, appelée Dimbola (en), est devenue un musée.
- L'explorateur Vivian Fuchs est né à Freshwater en 1908[9].
- L'amiral Graham Hamond (en) est mort dans son manoir de Norton Lodge (en), près de Freshwater, en 1862[10].
- Le chef d'orchestre Trevor Harvey (en) est né à Freshwater en 1911[11].
- Le scientifique Robert Hooke est né à Freshwater en 1635[12].
- L'officier et administrateur colonial Arthur Somers-Cocks est né à Freshwater en 1887[13].
- Le poète lauréat Alfred Tennyson s'installe dans le manoir de Farringford House en 1853 et le rachète trois ans plus tard. Il y passe régulièrement l'hiver jusqu'à sa mort, en 1892[14].